# Eesti Liinirongid
AS Eesti Liinirongid, operante come Elron, è un operatore di trasporto ferroviario passeggeri di proprietà del governo dell'Estonia.
Prima del 2014, la società gestiva esclusivamente il sistema ferroviario suburbano elettrificato di Harjumaa e fino all'ottobre 2013 era nota come Elektriraudtee, ovvero "ferrovia elettrica". Il 1° gennaio 2014, Elron ha rilevato da Edelaraudtee tutti i servizi ferroviari passeggeri nazionali in Estonia.

## Storia

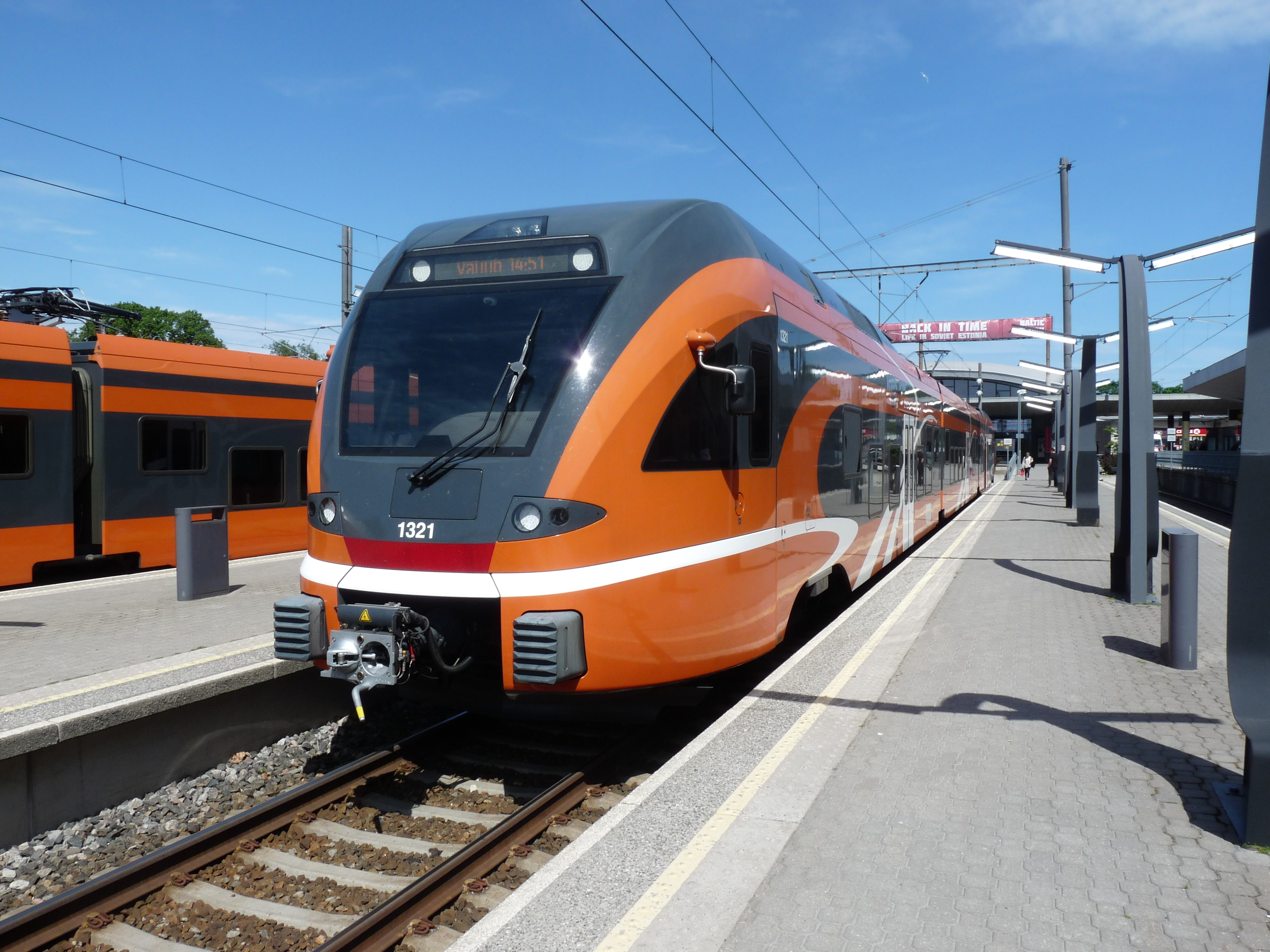
Treno di Elron nella stazione di Tallin Baltico

L'azienda fu fondata nel 1998 con il nome Elektriraudtee. Sebbene inizialmente operasse come una sussidiaria di Eesti Raudtee, venne separata completamente nel giro di due anni.
Nel maggio 2013, il governo estone dichiarò che Elron sarebbe stato l'unico operatore nazionale di trasporto passeggeri in Estonia, costringendo l'operatore estone Edelaraudtee ad abbandonare le sue operazioni dal settore passeggeri. Questo cambiamento non fu incontestato; scoppiò una disputa legale tra Edelaraudtee e il governo estone sul risarcimento per la perdita di entrate causata dal ritiro forzato dell'operatore dai servizi passeggeri.
Tra la fine del decennio 2010 e l'inizio del decennio 2020, Elron collaborò strettamente con Edelaraudtee per esaminare e implementare varie opportunità per aumentare la velocità operativa di alcune linee, consentendo così ai servizi di Elron di funzionare più velocemente in alcuni luoghi. Nel maggio 2020, Eesti Raudtee annunciò una gara d'appalto per l'elettrificazione dell'intera rete ferroviaria estone.
Nel corso del decennio 2020-2030, Elron ha in programma diversi piani per espandere e migliorare la propria rete. Sono state studiate delle opzioni, tra cui la requisizione delle vecchie linee merci, mentre una proposta di riorganizzazione potrebbe ridurre i tempi di percorrenza tra Tallinn e Tartu a meno di due ore. Entro il 2023 erano in corso i lavori per ricollegare entro il 2027 la città di Haapsalu, nell'Estonia occidentale, che non era più raggiungibile dalla capitale in treno dagli anni '90. È in fase di progettazione anche un nuovo terminal a Kristiine, a ovest del centro di Tallinn, che sarà meglio interconnesso con il resto del trasporto pubblico della città.
A metà del 2021 fu introdotta una nuova tariffa più elevata per i passeggeri che viaggiano con la bicicletta. Nel gennaio 2022, dopo due anni senza alcun aumento dei prezzi, Elron anumentò le sue tariffe regolari di quasi il 9,5%, attribuendo ciò come una risposta all'aumento dei prezzi dell'energia e anche per finanziare i cambiamenti infrastrutturali. Due mesi dopo, la compagnia annunciò che i rifugiati ucraini avrebbero potuto viaggiare gratuitamente sui suoi treni.
Verso la fine del 2023, Elron cessò gli annunci in lingua russa a seguito di reclami. Nel settembre 2023, il sistema di biglietteria di Elron fu temporaneamente interrotto da un attacco DDoS che si pensa sia stato opera di hacker filo-russi.

## Rete

### Ferrovia interurbana
Elron gestisce treni interurbani dalla stazione di Tallinn Baltico su diverse linee: Tallinn– Tartu – Valga (che collega ai treni per Riga), Tallinn–Tartu– Koidula, Tallinn– Narva e Tallinn– Viljandi.
I servizi sulla tratta Tallinn– Pärnu sono terminati a dicembre 2018. La linea necessitava di un sostanziale ammodernamento e non si è ritenuto opportuno spendere i soldi richiesti per questo circa 8 anni prima che Rail Baltica fornisse un collegamento molto più veloce per  Pärnu.
La rete ferroviaria suburbana di Tallinn è elettrificata e si estende da est a ovest dalla stazione Baltico, con una lunghezza totale della rete di 132 chilometri. La linea in direzione est arriva ad Aegviidu. La linea diretta a ovest arriva alla città di Keila, dove si divide in due rami che proseguono verso la città portuale mercantile di Paldiski e verso l'entroterra fino a Turba. Il ramo Paldiski si divide a Klooga, con una breve diramazione che porta alla spiaggia di Klooga-rand.